# Campionati mondiali di pentathlon moderno 1997
I campionati mondiali di pentathlon moderno 1997 si sono svolti a Sofia, in Bulgaria, dove si sono disputate le gare individuali ed a squadre, staffetta.

## Risultati

### Maschili
| Evento              | Oro                                                               | Argento                                                  | Bronzo                                                     |
| Individuale         | Sébastien Deleigne                                                | Dmitrij Svatkovskij                                      | Andrejus Zadneprovskis                                     |
| A squadre           | Ungheria Ákos Kállai Ádám Madaras Péter Sárfalvi                  | Bielorussia Pavel Doŭhal' Sergey Korchun Andrej Smirnov  | Russia Ėduard Zenovka Grigorij Bremel' Dmitrij Svatkovskij |
| Staffetta a squadre | Stati Uniti Scott Christie Richard Connors Vakht'ang Iagorashvili | Messico Roberto Acosta Horacio de la Vega Sergio Salazar | Polonia Dariusz Mejsner Andrzej Stefanek Igor Warabida     |

### Femminili
| Evento              | Oro                                                         | Argento                                                     | Bronzo                                                           |
| Individuale         | Elizaveta Suvorova                                          | Fabiana Fares                                               | Lucie Grolichová                                                 |
| A squadre           | Italia Fabiana Fares Antonietta Giongo Federica Foghetti    | Russia Elizaveta Suvorova Tat'jana Muratova Olga Mukhortova | Rep. Ceca Lucie Grolichová Alexandra Kalinovská Olga Voženílková |
| Staffetta a squadre | Italia Federica Foghetti Emanuela Gabella Antonietta Giongo | Polonia Paulina Boenisz Edyta Małoszyc Anna Sulima          | Regno Unito Julia Allen Kate Allenby Kate Houston                |

## Medagliere
| Posizione | Paese       |   |   |   | Totale |
| --------- | ----------- | - | - | - | ------ |
| 1         | Italia      | 2 | 1 | 0 | 3      |
| 2         | Russia      | 1 | 2 | 1 | 4      |
| 3         | Francia     | 1 | 0 | 0 | 1      |
| 3         | Ungheria    | 1 | 0 | 0 | 1      |
| 3         | Stati Uniti | 1 | 0 | 0 | 1      |
| 6         | Polonia     | 0 | 1 | 1 | 2      |
| 7         | Bielorussia | 0 | 1 | 0 | 1      |
| 7         | Messico     | 0 | 1 | 0 | 1      |
| 9         | Rep. Ceca   | 0 | 0 | 2 | 2      |
| 10        | Regno Unito | 0 | 0 | 1 | 1      |
| 10        | Lituania    | 0 | 0 | 1 | 1      |
| Totale    | Totale      | 6 | 6 | 6 | 18     |